# (5059) Saroma
(5059) Saroma es un asteroide perteneciente al cinturón de asteroides, descubierto el 11 de enero de 1988 por Kin Endate y el también astrónomo Kazuro Watanabe desde el Observatorio de Kitami, Hokkaidō, Japón.

## Designación y nombre
Designado provisionalmente como 1988 AF. Fue nombrado Saroma en homenaje al lago Saroma ubicado en el parque nacional de Abashiri, al este de Hokkaido. Tiene una superficie de 151,2 kilómetros cuadrados siendo el tercer lago más grande de Japón, también es famoso por su cosecha de vieiras y ostras. Cada otoño, muchos visitantes acuden a ver su gran cantidad de plantas "sango-so".

## Características orbitales
Saroma está situado a una distancia media del Sol de 2,593 ua, pudiendo alejarse hasta 2,938 ua y acercarse hasta 2,247 ua. Su excentricidad es 0,133 y la inclinación orbital 12,63 grados. Emplea 1525,15 días en completar una órbita alrededor del Sol.

## Características físicas
La magnitud absoluta de Saroma es 12,4. Tiene 9,510 km de diámetro y su albedo se estima en 0,257.